# Sušje, Črnomelj
Sušje (tudi Draga ali Deroh; nemško Suchen, kočevarsko Därroch) so odmaknjeno in zapuščeno naselje v občini Črnomelj na območju Bele krajine v jugovzhodni Sloveniji. Naselje je del tradicionalne dežele Dolenjske in je danes vključeno v Jugovzhodno statistično regijo. Ozemlje je danes del katastrske občine Rožič Vrh.

## Zgodovina
Sušje je bila kočevarska vas. Opuščena in zaraščena je bila pred drugo svetovno vojno.